# بواغ جونسون
بواغ جونسون (بالإنجليزية: Boag Johnson)‏ مواليد 6 ديسمبر 1921 في هنتنغتون - الوفاة 11 يوليو 2005، كان مدرب كرة سلة أمريكي ولاعب. بدأ مسيرته الاحترافية في سنة 1947. بلغ طوله 5 قدم 11 بوصة (1.8 م). اعتزل اللعب في 1953. لعب مع ديترويت بيستونز في الدوري الأمريكي لكرة السلة للمحترفين.

## روابط خارجية
- بواغ جونسون على موقع إن بي أي (الإنجليزية)
- بواغ جونسون على موقع سبورتس رفرنس (الإنجليزية)
- بواغ جونسون على موقع ريلجم (الإنجليزية)
- بواغ جونسون على موقع بروبوليرز (الإنجليزية)
- بواغ جونسون على موقع سبورتس رفرنس (الإنجليزية)